# 国家荣誉称号
国家荣誉称号是中华人民共和国根据《中华人民共和国宪法》和《中华人民共和国国家勋章和国家荣誉称号法》设立的国家最高荣誉，另两项国家最高荣誉是共和国勋章和友谊勋章。

## 历史
中华人民共和国成立至2017年，中国政府通过立法规定了一些授予荣誉称号的原则性条款，并在实践中形成了一系列通过授予荣誉称号进行表彰有功人士的做法，但并未形成制度化的国家级荣誉称号授予规定与制度。
2015年12月14日，中共中央政治局会议审议通过了《关于建立健全党和国家功勋荣誉表彰制度的意见》。2015年12月25日，中共中央印发了《关于建立健全党和国家功勋荣誉表彰制度的意见》。2015年12月27日，第十二届全国人民代表大会常务委员会第十八次会议通过了《中华人民共和国国家勋章和国家荣誉称号法》，设立国家荣誉称号。该法自2016年1月1日起施行。
2019年9月17日，国家主席习近平签署主席令，根据十三届全国人大常委会第十三次会议同日下午表决通过的《全国人大常委会关于授予国家勋章和国家荣誉称号的决定》，授予42人国家勋章和国家荣誉称号，其中有28人获得国家荣誉称号。
2020年9月8日，为表彰其在全国抗击新冠肺炎疫情的贡献，授予张伯礼、张定宇、陈薇“人民英雄”国家荣誉称号。
2024年9月13日，国家主席习近平签署主席令，根据十四届全国人大常委会第十一次会议同日下午表决通过的《全国人大常委会关于在中华人民共和国成立七十五周年之际授予国家勋章和国家荣誉称号的决定》，授予15人国家勋章和国家荣誉称号，其中有10人获得国家荣誉称号。

## 授予

### 资格
国家荣誉称号根据2015年12月27日第十二届全国人民代表大会常务委员会通过的《中华人民共和国国家勋章和国家荣誉称号法》第四条规定设立，授予在经济、社会、国防、外交、教育、科技、文化、卫生、体育等各领域各行业作出重大贡献、享有崇高声誉的杰出人士。
中华人民共和国主席根据全国人民代表大会常务委员会的决定，向国家荣誉称号获得者授予国家荣誉称号奖章，签发证书。
目前已颁发的国家荣誉称号类型有：
- 人民科学家
- 人民教育家
- 人民艺术家
- 人民医护工作者
- 人民英雄
- 人民楷模
- 人民卫士
- 人民工匠
- 民族团结杰出贡献者
- “一国两制”杰出贡献者
- 外交工作杰出贡献者
- 文物保护杰出贡献者
- 经济研究杰出贡献者
- 体育工作杰出贡献者

### 奖章式样
国家荣誉称号奖章以红色、金色为主色调，章体采用五星、天安门、牡丹、旗帜、光芒等元素，章链采用中国结、花卉等元素，整体使用冷压成型、花丝镶嵌、珐琅等工艺制作，象征国家荣誉称号获得者在各领域各行业作出的重大贡献，彰显示范引领作用，激励全国各族人民不忘初心、牢记使命，为实现中华民族伟大复兴的中国梦而不懈奋斗。
根据《勋章、奖章、纪念章管理办法（试行）》规定，国家荣誉称号奖章通径与与七一勋章、八一勋章和友谊勋章的通径均为65毫米，共和国勋章通径为70毫米。

## 名单
| 荣誉称号             | 姓名              | 性别 | 籍贯            | 民族       | 政治面貌                      | 生卒年月               | 职务                                                                 | 主席令         | 颁授仪式       | 备注                                                                     |
| -------------------- | ----------------- | ---- | --------------- | ---------- | ----------------------------- | ---------------------- | -------------------------------------------------------------------- | -------------- | -------------- | ------------------------------------------------------------------------ |
| 人民科学家           | 叶培建            | 男   | 江苏 泰兴       | 汉族       | 中国共产党 党员               | 1945年1月 —            | 中国空间技术研究院技术顾问、研究员 中国科学院院士                    | 2019年 9月17日 | 2019年 9月29日 | 中国探月工程专家。                                                       |
| 人民科学家           | 吴文俊            | 男   | 上海            | 汉族       | 中国共产党 党员               | 1919年5月 — 2017年5月  | 中国科学院数学与系统科学研究院研究员 中国科学院院士                  | 2019年 9月17日 | 2019年 9月29日 | 著名数学家。                                                             |
| 人民科学家           | 南仁东            | 男   | 吉林 辽源       | 满族       | 无党派人士                    | 1945年2月 — 2017年9月  | 中国科学院国家天文台原首席科学家兼总工程师                           | 2019年 9月17日 | 2019年 9月29日 | 主持建成FAST工程的著名天文学家。                                         |
| 人民科学家           | 顾方舟            | 男   | 浙江 宁波       | 汉族       | 中国共产党 党员               | 1926年6月 — 2019年1月  | 中国医学科学院北京协和医学院原院校长、研究员                         | 2019年 9月17日 | 2019年 9月29日 | 研发脊髓灰质炎疫苗“糖丸”的著名医学家。                                   |
| 人民科学家           | 程开甲            | 男   | 江苏 吴江       | 汉族       | 中国共产党 党员 九三学社 社员 | 1918年8月 — 2018年11月 | 原国防科工委科技委常任委员 中国科学院院士                            | 2019年 9月17日 | 2019年 9月29日 | 中国核武器事业的开拓者、核试验科学技术体系的创建者之一，“两弹一星”元勋。 |
| 人民教育家           |                   | 女   | 江苏 镇江       | 汉族       | 中国共产党 党员               | 1929年2月 —            | 上海市杨浦高级中学名誉校长                                           | 2019年 9月17日 | 2019年 9月29日 | 著名中学语文教育家。                                                     |
| 人民教育家           | 卫兴华            | 男   | 山西 五台       | 汉族       | 中国共产党 党员               | 1925年10月 —           | 中国人民大学经济学系原主任、教授                                     | 2019年 9月17日 | 2019年 9月29日 | 著名经济学家和经济学教育家。                                             |
| 人民教育家           | 高铭暄            | 男   | 浙江 玉环       | 汉族       | 中国共产党 党员               | 1928年5月 —            | 中国人民大学法学院教授 中国刑法学研究会名誉会长                      | 2019年 9月17日 | 2019年 9月29日 | 著名法学家和法学教育家。                                                 |
| 人民艺术家           | 王蒙              | 男   | 河北 南皮       | 汉族       | 中国共产党 党员               | 1934年10月 —           | 中国作家协会名誉副主席 原文化部部长                                  | 2019年 9月17日 | 2019年 9月29日 | 著名作家。                                                               |
| 人民艺术家           | 秦怡              | 女   | 上海            | 汉族       | 中国共产党 党员               | 1922年1月 — 2022年5月  | 上海电影集团有限公司艺委会顾问、一级演员                             | 2019年 9月17日 | 2019年 9月29日 | 著名电影表演艺术家。                                                     |
| 人民艺术家           | 郭兰英            | 女   | 山西 平遥       | 汉族       | 中国共产党 党员               | 1930年12月 —           | 中国歌剧舞剧院一级演员                                               | 2019年 9月17日 | 2019年 9月29日 | 著名歌唱家。                                                             |
| 人民英雄             | 艾热提·马木提     | 男   | 新疆 皮山       | 维吾尔族   | 中国共产党 党员               | 1969年10月 — 2016年9月 | 新疆维吾尔自治区和田地区皮山县公安局原副局长                         | 2019年 9月17日 | 2019年 9月29日 | 2016年9月在搜捕逃犯时遇自杀式爆炸袭击，身负重伤抢救无效牺牲。            |
| 人民英雄             | 申亮亮            | 男   | 河南 温县       | 汉族       | 中国共产党 党员               | 1987年8月 — 2016年6月  | 原65307部队70分队班长                                                | 2019年 9月17日 | 2019年 9月29日 | 2016年5月赴马里执行第四批维和任务，在执行任务中遭遇恐怖袭击牺牲。        |
| 人民英雄             | 麦贤得            | 男   | 广东 饶平       | 汉族       | 中国共产党 党员               | 1945年12月 —           | 原91708部队副司令员                                                  | 2019年 9月17日 | 2019年 9月29日 | 1965年“八六”海战战斗英雄。                                               |
| 人民英雄             | 张超              | 男   | 湖南 岳阳       | 汉族       | 中国共产党 党员               | 1986年8月 — 2016年4月  | 92950部队原飞行中队长                                                | 2019年 9月17日 | 2019年 9月29日 | 2016年4月驾驶歼-15战机执行训练任务时突遇空中险情牺牲。                   |
| 人民楷模             | 王文教            | 男   | 福建 南安       | 汉族       | 中国共产党 党员               | 1933年11月 —           | 原国家羽毛球队总教练                                                 | 2019年 9月17日 | 2019年 9月29日 | 著名羽毛球运动员、教练员。                                               |
| 人民楷模             | 王有德            | 男   | 宁夏 灵武       | 回族       | 中国共产党 党员               | 1953年9月 —            | 宁夏灵武白芨滩国家级自然保护区管理局原党委书记、局长                 | 2019年 9月17日 | 2019年 9月29日 | 宁夏防沙治沙带头人。                                                     |
| 人民楷模             | 王启民            | 男   | 浙江 湖州       | 汉族       | 中国共产党 党员               | 1937年9月 — 2024年8月  | 大庆油田有限责任公司原总经理助理                                     | 2019年 9月17日 | 2019年 9月29日 | 著名石油工程师。                                                         |
| 人民楷模             | 王继才            | 男   | 江苏 灌云       | 汉族       | 中国共产党 党员               | 1960年4月 — 2018年7月  | 江苏省开山岛民兵哨所原所长 燕尾镇开山岛村原党支部书记                | 2019年 9月17日 | 2019年 9月29日 | 长期无私奉献守卫开山岛。                                                 |
| 人民楷模             | 布茹玛汗·毛勒朵   | 女   | 新疆 乌恰       | 柯尔克孜族 | 中国共产党 党员               | 1942年6月 —            | 新疆维吾尔自治区乌恰县吉根乡护边员                                   | 2019年 9月17日 | 2019年 9月29日 | 长期扎根边疆奉献守边事业。                                               |
| 人民楷模             | 朱彦夫            | 男   | 山东 沂源       | 汉族       | 中国共产党 党员               | 1933年7月 —            | 山东省沂源县西里镇张家泉村原党支部书记                               | 2019年 9月17日 | 2019年 9月29日 | 退伍伤残军人，任村党支部书记期间脱贫致富成绩显著。                       |
| 人民楷模             | 李保国            | 男   | 河北 武邑       | 汉族       | 中国共产党 党员               | 1958年2月 — 2016年4月  | 河北农业大学教授                                                     | 2019年 9月17日 | 2019年 9月29日 | 著名经济林专家、山区治理专家，致力于脱贫致富。                           |
| 人民楷模             | 都贵玛            | 女   | 内蒙古 四子王旗 | 蒙古族     | 中国共产党 党员               | 1942年4月 —            | 内蒙古自治区乌兰察布市四子王旗脑木更苏木牧民                         | 2019年 9月17日 | 2019年 9月29日 | 养育了28名上海孤儿，自学医学知识，致力于民族团结进步事业作出重大贡献。   |
| 人民楷模             | 高德荣            | 男   | 云南 贡山       | 独龙族     | 中国共产党 党员               | 1954年3月 —            | 云南省怒江傈僳族自治州人大常委会原副主任                             | 2019年 9月17日 | 2019年 9月29日 | 云南少数民族脱贫攻坚带头人。                                             |
| 民族团结杰出贡献者   | 热地              | 男   | 西藏 比如       | 藏族       | 中国共产党 党员               | 1938年8月 —            | 第十届全国人大常委会副委员长                                         | 2019年 9月17日 | 2019年 9月29日 | 长期担任西藏重要领导职务，致力于西藏建设发展。                           |
| “一国两制”杰出贡献者 | 董建华            | 男   | 浙江 舟山       | 汉族       | 群众                          | 1937年7月 —            | 全国政协副主席                                                       | 2019年 9月17日 | 2019年 9月29日 | 香港特别行政区首任行政长官。                                             |
| 外交工作杰出贡献者   | 李道豫            | 男   | 安徽 合肥       | 汉族       | 中国共产党 党员               | 1932年8月 —            | 原中国驻美国大使                                                     | 2019年 9月17日 | 2019年 9月29日 | 曾任中国驻联合国代表、驻美国大使。                                       |
| 文物保护杰出贡献者   | 樊锦诗            | 女   | 浙江 杭州       | 汉族       | 中国共产党 党员               | 1938年7月 —            | 敦煌研究院名誉院长、研究馆员                                         | 2019年 9月17日 | 2019年 9月29日 | 敦煌莫高窟文物保护专家。                                                 |
| 人民英雄             | 张伯礼            | 男   | 河北 宁晋       | 汉族       | 中国共产党 党员               | 1948年2月 —            | 天津中医药大学校长                                                   | 2020年 8月11日 | 2020年 9月8日  | 在抗击冠状病毒病疫情斗争中作出杰出贡献的人士。                           |
| 人民英雄             | 张定宇            | 男   | 河南 确山       | 汉族       | 中国共产党 党员               | 1963年12月 —           | 湖北省卫生健康委员会副主任、武汉市金银潭医院院长                     | 2020年 8月11日 | 2020年 9月8日  | 在抗击冠状病毒病疫情斗争中作出杰出贡献的人士。                           |
| 人民英雄             | 陈薇              | 女   | 浙江 兰溪       | 汉族       | 中国共产党 党员               | 1966年2月 —            | 军事科学院军事医学研究院生物工程研究所所长                           | 2020年 8月11日 | 2020年 9月8日  | 在抗击冠状病毒病疫情斗争中作出杰出贡献的人士。                           |
| 人民科学家           | 王小谟            | 男   | 上海            | 汉族       | 中国共产党 党员               | 1938年11月 — 2023年3月 | 中国工程院院士                                                       | 2024年 9月13日 | 2024年 9月29日 | 中国现代预警机事业的开拓者、奠基人。                                     |
| 人民科学家           | 赵忠贤            | 男   | 辽宁 新民       | 汉族       | 中国共产党 党员               | 1941年1月 —            | 中国科学院院士                                                       | 2024年 9月13日 | 2024年 9月29日 | 中国超导领域专家。                                                       |
| 人民卫士             | 巴依卡·凯力迪别克 | 男   | 新疆 塔什库尔干 | 塔吉克族   | 中国共产党 党员               | 1952年5月 —            | 新疆塔什库尔干塔吉克自治县提孜那甫乡原护边员                         | 2024年 9月13日 | 2024年 9月29日 | 一家三代70余年守卫边境。                                                 |
| 人民艺术家           | 田华              | 女   | 河北 唐县       | 汉族       | 中国共产党 党员               | 1928年8月 —            | 八一电影制片厂演员                                                   | 2024年 9月13日 | 2024年 9月29日 | 著名电影表演艺术家。                                                     |
| 人民工匠             | 许振超            | 男   | 山东 荣成       | 汉族       | 中国共产党 党员               | 1950年1月 —            | 青岛前湾集装箱码头有限责任公司固机高级经理、原青岛港码头工人         | 2024年 9月13日 | 2024年 9月29日 | “新时代的中国工人”、“当代产业工人的杰出代表”。                           |
| 人民教育家           | 张晋藩            | 男   | 山东 黄县       | 汉族       | 中国共产党 党员               | 1930年7月 —            | 中国政法大学终身教授、博士生导师                                     | 2024年 9月13日 | 2024年 9月29日 | 中国法律史学家。                                                         |
| 人民教育家           | 黄大年            | 男   | 广西 南宁       | 汉族       | 中国共产党 党员               | 1958年8月 — 2017年1月  | 吉林大学新兴交叉学科学部部长、地球探测科学与技术学院教授、博士生导师 | 2024年 9月13日 | 2024年 9月29日 | 中国地球物理学家。                                                       |
| 人民医护工作者       | 路生梅            | 女   | 北京            | 汉族       | 中国共产党 党员               | 1944年1月 —            | 陕西省佳县人民医院原副院长、主任医师                                 | 2024年 9月13日 | 2024年 9月29日 | 长期为边远地区服务的医生。                                               |
| 经济研究杰出贡献者   | 张卓元            | 男   | 广东 梅县       | 汉族       | 中国共产党 党员               | 1933年7月 —            | 中国社会科学院学部委员                                               | 2024年 9月13日 | 2024年 9月29日 | 中国经济学界“稳健改革派”的代表人物之一。                                 |
| 体育工作杰出贡献者   | 张燮林            | 男   | 江苏 镇江       | 汉族       | 中国共产党 党员               | 1940年7月 —            | 国家体育总局乒羽中心原副主任、中国国家乒乓球队前队员、教练员         | 2024年 9月13日 | 2024年 9月29日 | 曾多次获得世界冠军，并培养出邓亚萍等世界冠军。                           |

## 奖章佩戴
中华人民共和国退役军人事务部、中央军委政治工作部、中央军委后勤保障部、中央军委训练管理部印发的《应邀以退役军人身份参加大型活动着装办法（试行）》规定，“同时佩戴多枚勋章时，共和国勋章一般单独位于左侧胸前最上部，七一勋章、八一勋章和党、国家、军队设立的其他勋章以及国家荣誉称号奖章佩戴于共和国勋章下的同一排内，并且按照上述顺序由佩戴者身体内侧向外侧佩戴”。

## 奖章图片

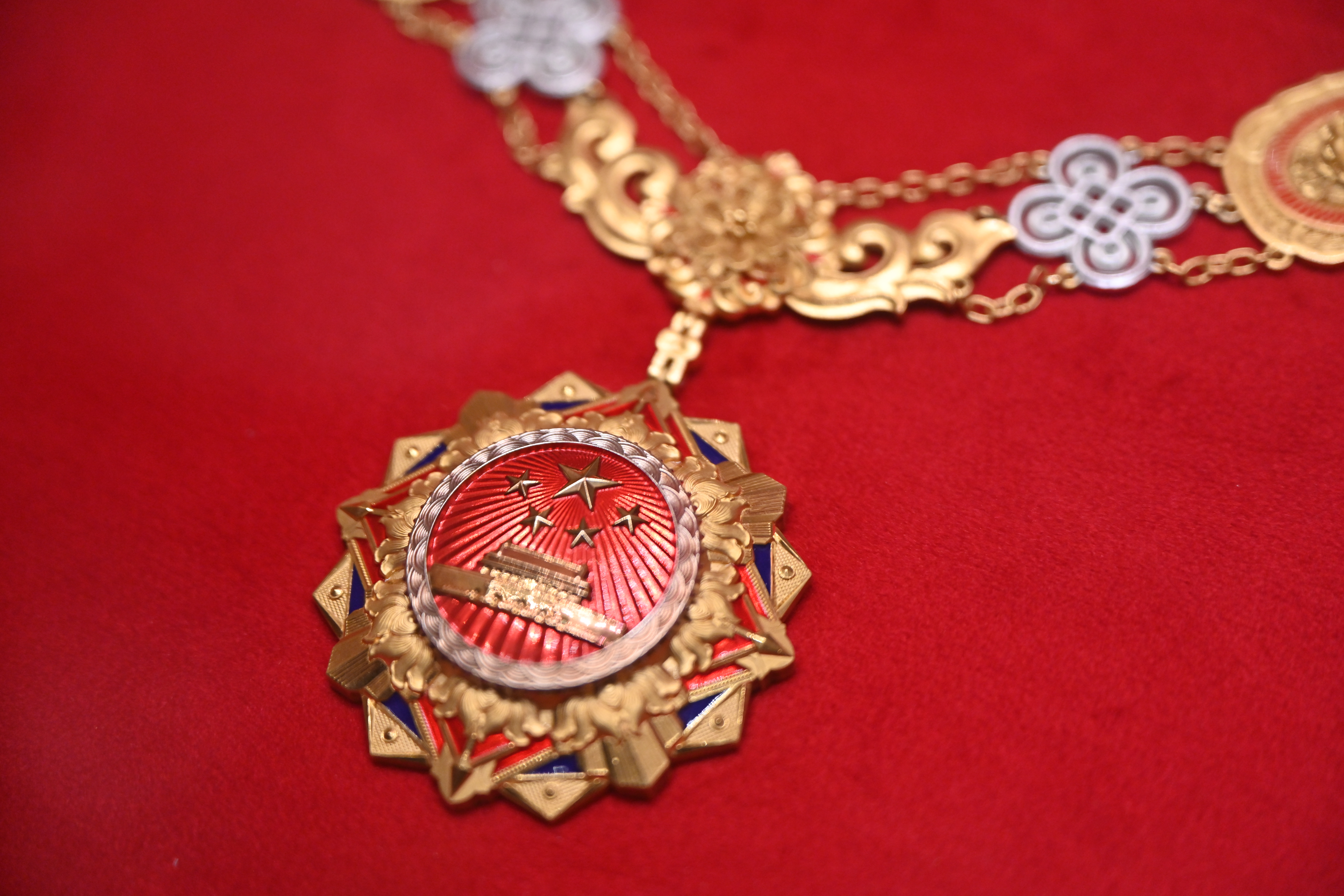
国家荣誉称号奖章
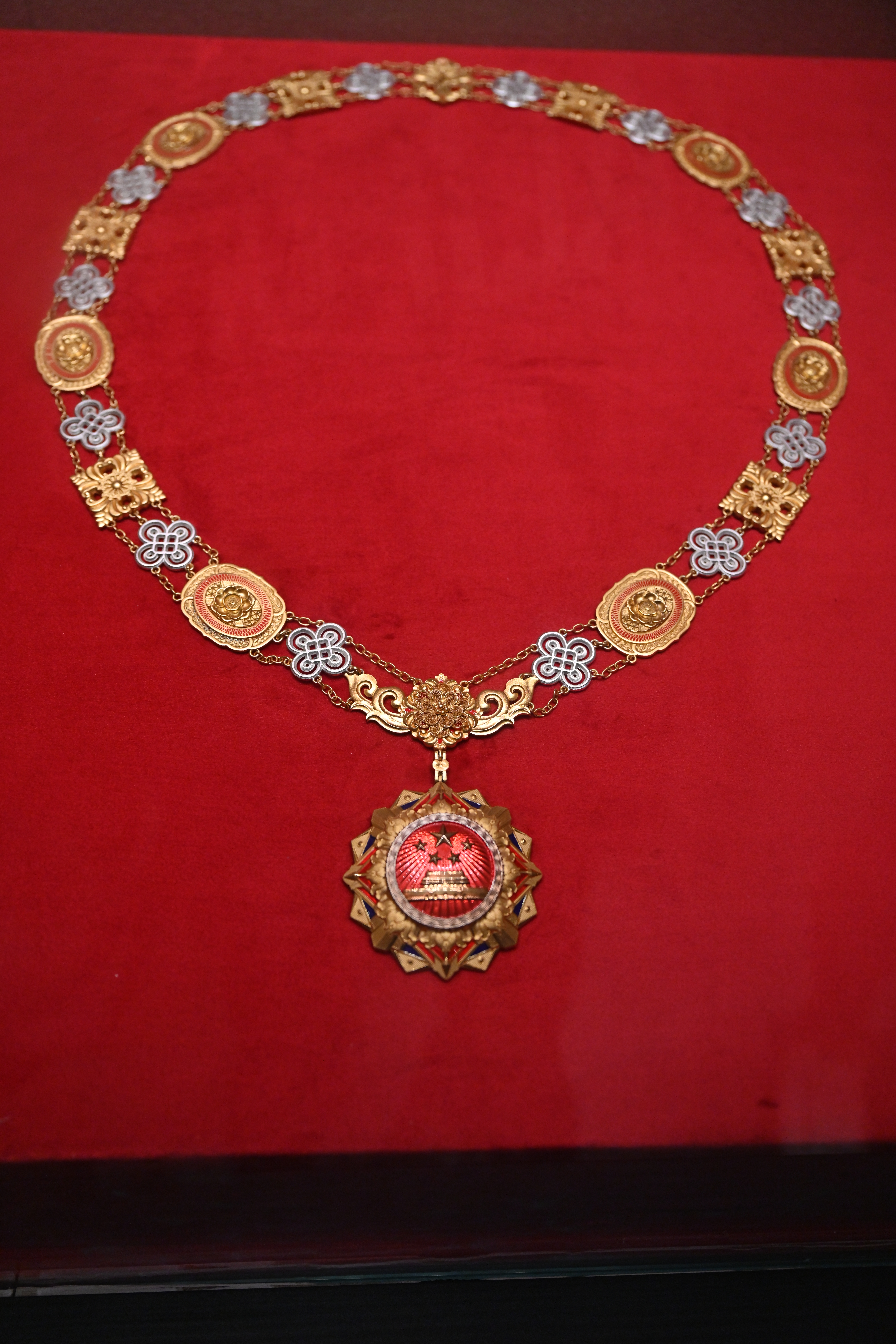
国家荣誉称号奖章
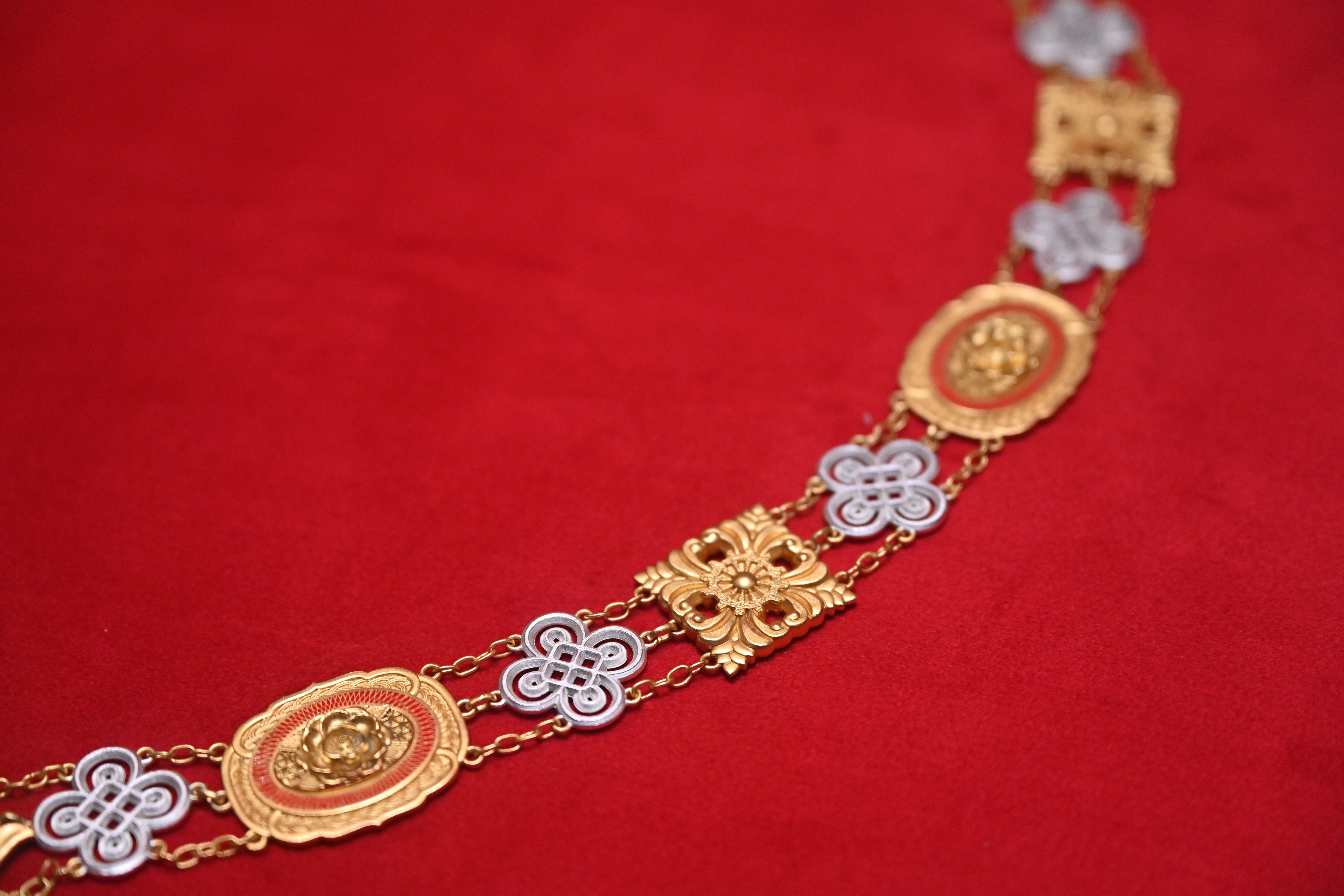
国家荣誉称号奖章链饰
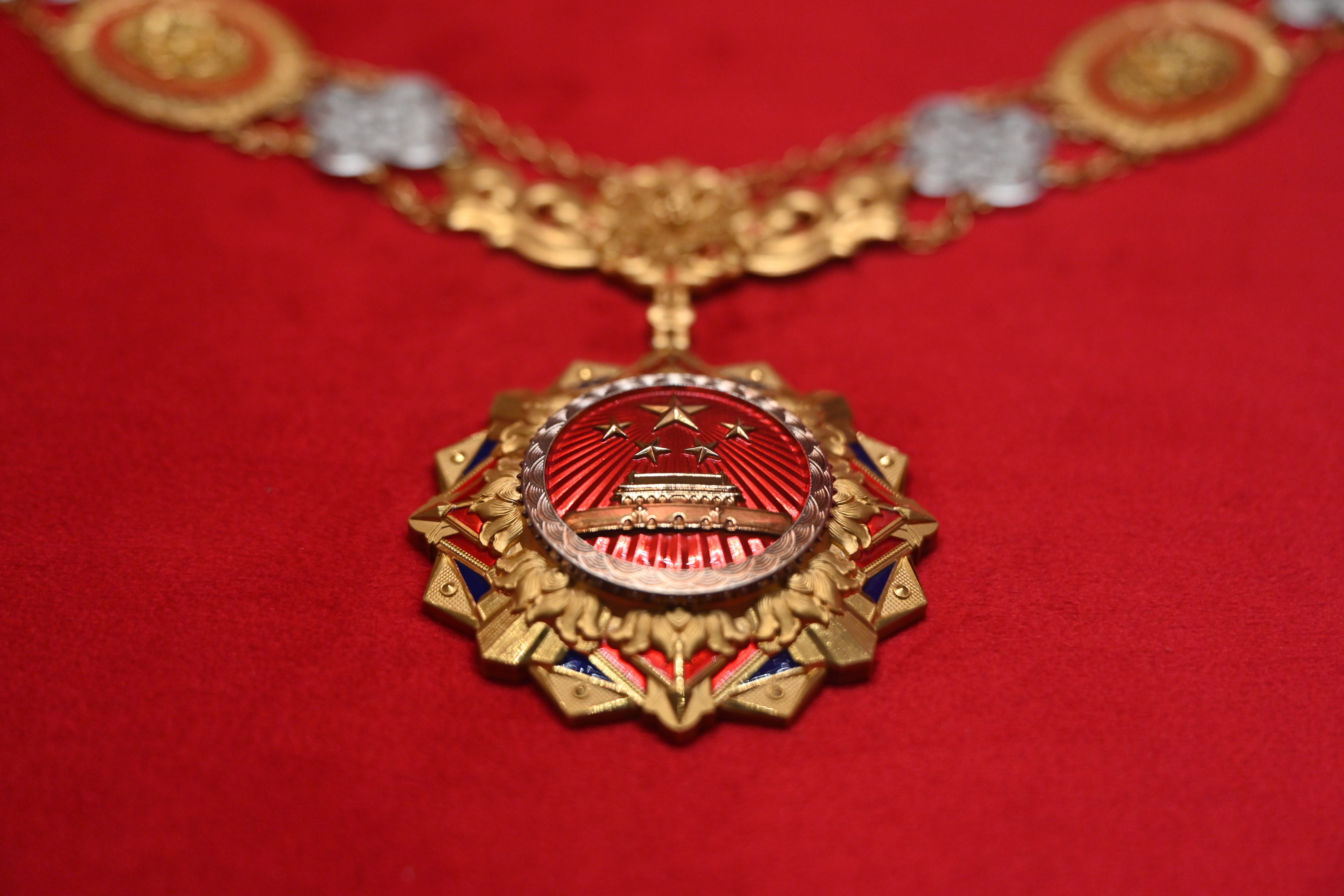
国家荣誉称号奖章局部
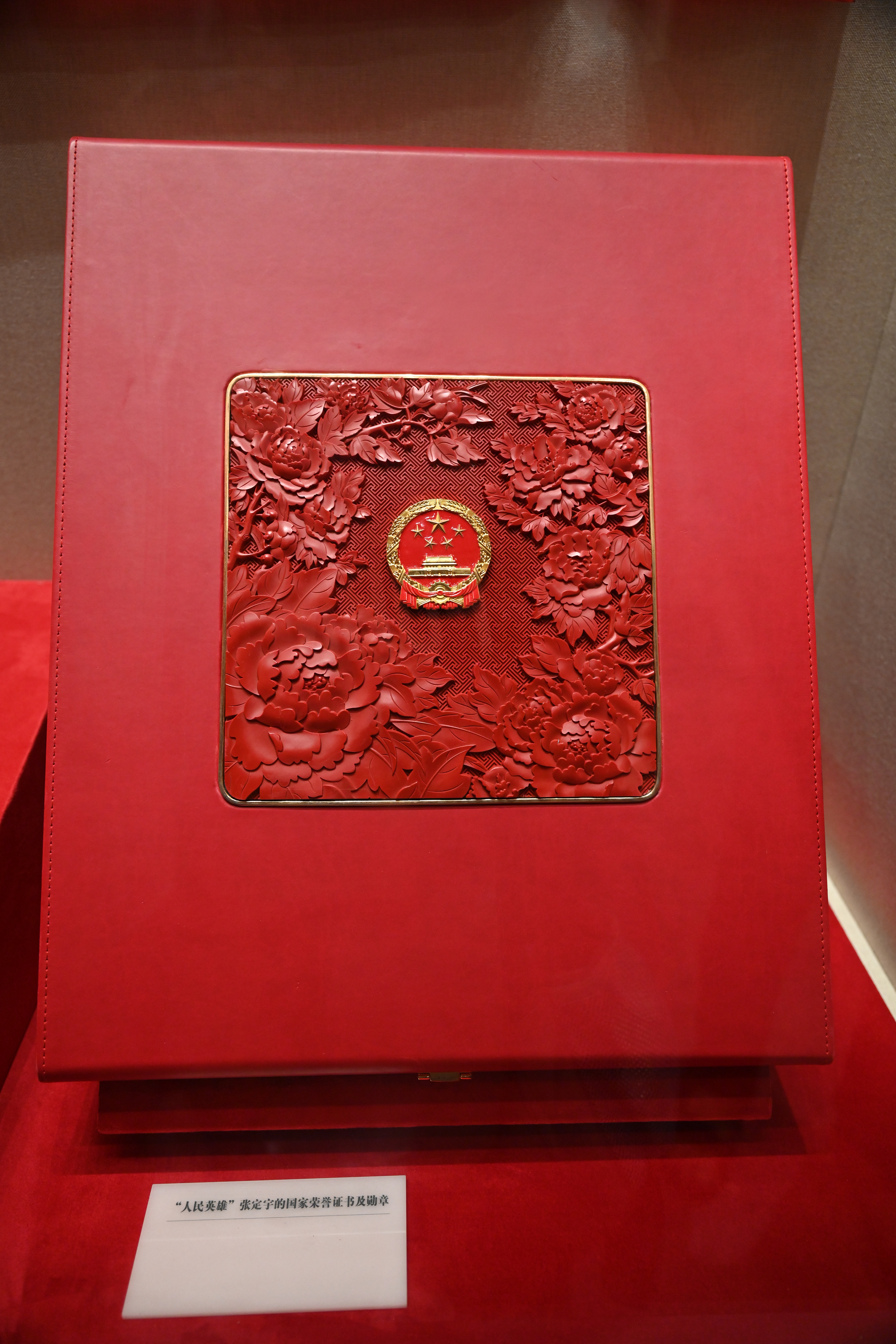
国家荣誉称号奖章盒
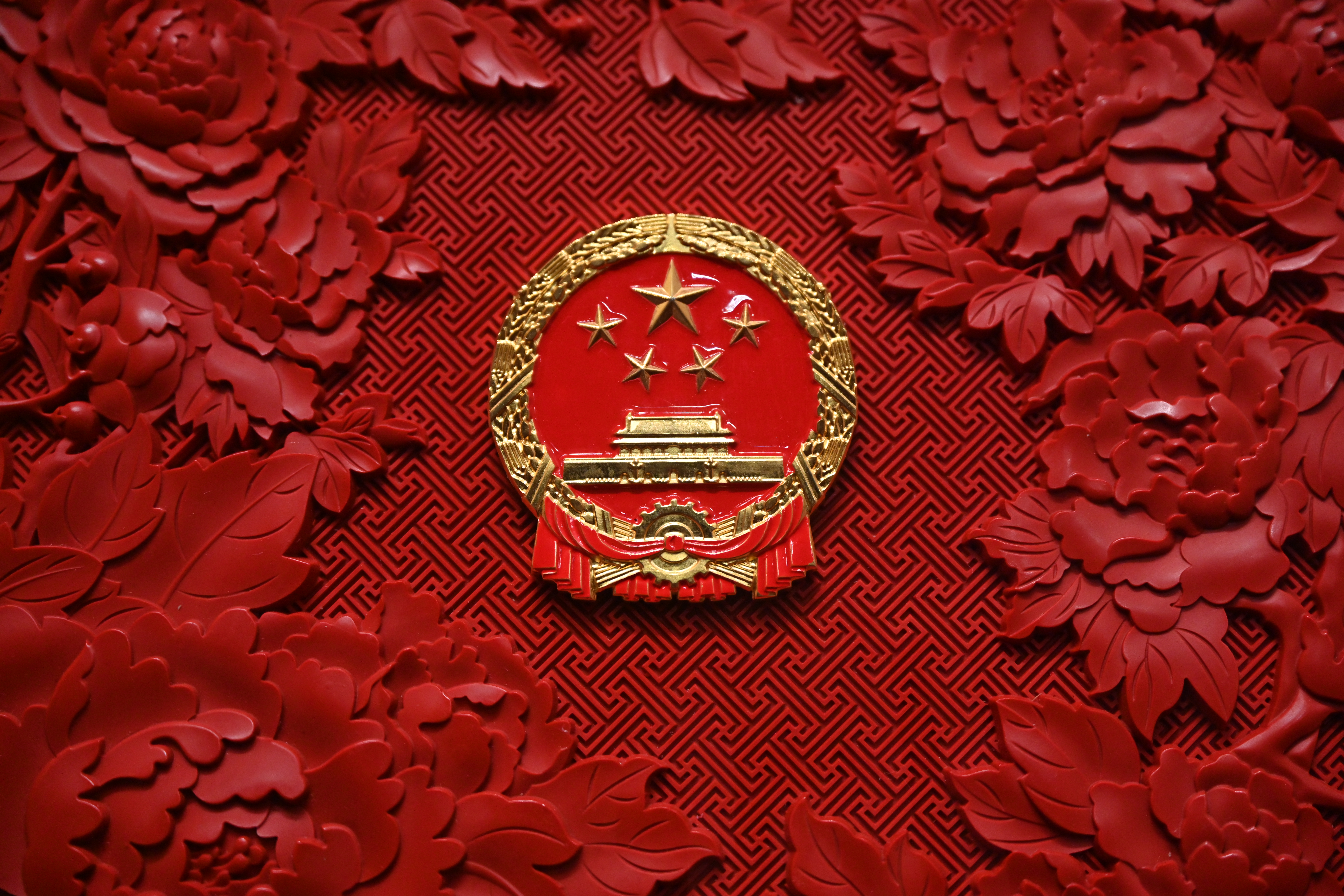
国家荣誉称号奖章盒装饰局部

 维基共享资源上的相關多媒體資源：Orders, decorations and medals of China